# Departamento de Panamá
El departamento de Panamá fue una división administrativa y territorial de Colombia. Fue creado el 7 de septiembre de 1886 por la constitución de ese mismo año que convirtió los antiguos estados soberanos en departamentos; sucedió al Estado Soberano de Panamá con los mismos límites geográficos.
Este departamento tuvo existencia hasta el 3 de noviembre de 1903, fecha en que el Concejo Municipal de la Ciudad de Panamá declaró formalmente la constitución de la República de Panamá.

## Historia
Durante gran parte del siglo XIX, Panamá intentó tener autonomía gubernativa dentro de la antigua Gran Colombia y la actual Colombia (que durante el siglo XIX tuvo las siguientes denominaciones: República de la Nueva Granada, Confederación Granadina, Estados Unidos de Colombia, República de Colombia). Entre la secesiones que se produjeron, la más exitosa sería el establecimiento del Estado del Istmo, república independiente que funcionó entre 1840 y 1841. Fue precisamente este hecho lo que propició que en 1855 el gobierno granadino, accediera a la creación del Estado Federal de Panamá (luego denominado Soberano) que perduró hasta 1886, cuando el gobierno colombiano después de una sangrienta guerra en 1885, sancionó una nueva constitución en la cual convirtió los estados en departamentos.
La región fue el escenario de la excavación del canal de Panamá desde 1881, que tras el fracaso del intento francés, suscitó un vivo interés de los Estados Unidos. Después de la Guerra de los Mil Días (1899-1902), que debilitó en gran medida la autoridad del gobierno colombiano, y a través de la colaboración de los Estados Unidos, el departamento logró su separación en 1903 para constituirse en la República de Panamá.

## Geografía

### Límites

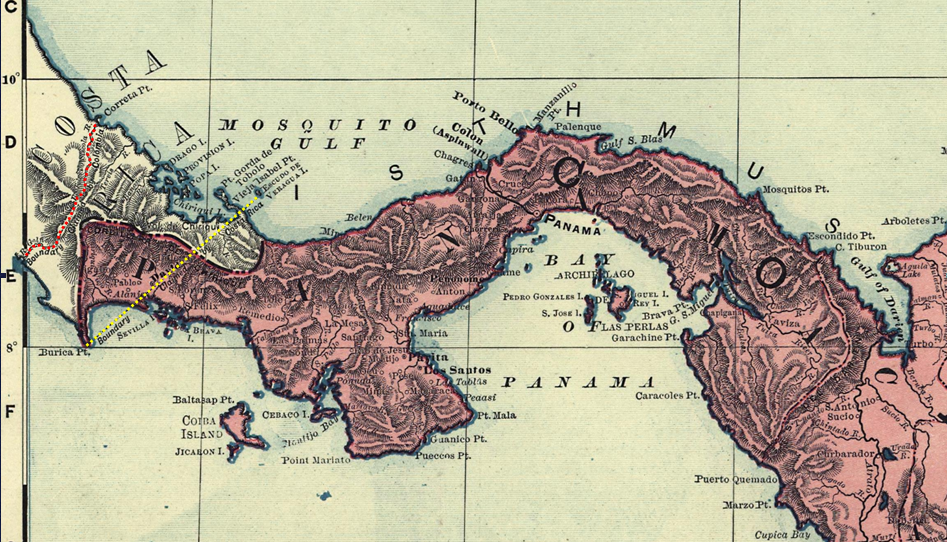
Departamento de Panamá, mapa de 1898.

Panamá limitaba al norte con el océano Atlántico, al este con el Cauca, al sur con el océano Pacífico y al oeste con Costa Rica. Estos límites eran semejantes a los que poseía el Estado Soberano.
En la actualidad, el territorio que antes correspondía al departamento de Panamá, corresponde en su mayoría a la República de Panamá, y además el extremo sur de Costa Rica (Talamanca y el extremo sudoriental de Puntarenas).
En 1900 se sentenció el Fallo Loubet, arbitrado en Francia, con el fin de dirimir la disputa fronteriza entre Costa Rica y Colombia (Departamento de Panamá), estableciendo una línea que partía de punta Mona, incluía el valle del río Sixaola, seguía por una línea imaginaria entre el río Chiriquí Viejo y los ríos tributarios del golfo Dulce hasta punta Burica. No obstante, no fue aceptado parcialmente por las partes y la frontera quedó en una condición de statu quo que heredó posteriormente la República de Panamá.

### Divisiones administrativas

Departamentos del Estado Soberano de Panamá, en 1870.

El departamento estaba dividido en 6 provincias:
- Coclé (capital Penonomé).
- Colón (capital Colón).
- Chiriquí (capital David).
- Los Santos (capital La Villa de Los Santos).
- Panamá (capital Panamá).
- Veraguas (capital San Francisco de la Montaña).

Dentro del territorio del departamento existían 4 comarcas, de administración especial:
- Balboa (capital San Miguel).
- Bocas del Toro (capital Bocas del Toro).
- Darién (capital Yaviza).
- Tulenega (capital El Porvenir).